# Peschadoires
Peschadoires ist eine französische Gemeinde mit 2.103 Einwohnern (Stand: 1. Januar 2022) im Département Puy-de-Dôme in der Region Auvergne-Rhône-Alpes. Der Ort gehört zum Arrondissement Thiers und ist Teil des Kantons Lezoux. Die Einwohner werden Pescadoriens genannt.

## Geographie
Peschadoires liegt etwa 32 Kilometer ostnordöstlich von Clermont-Ferrand am Fluss Dore. Umgeben wird Peschadoires von den Nachbargemeinden Orléat im Norden und Westen, Thiers im Nordosten, Escoutoux im Osten, Néronde-sur-Dore im Süden und Südosten, Bort-l’Étang im Südwesten sowie Saint-Jean-d’Heurs im Nordwesten.
Durch die Gemeinde führen die Autoroute A89 sowie die frühere Route nationale 89 (heutige D2089) und die frühere Route nationale 106 (heutige D906). Ein Teil der Gemeinde liegt im Regionalen Naturpark Livradois-Forez.

## Bevölkerungsentwicklung
| Jahr                       | 1962 | 1968 | 1975 | 1982 | 1990 | 1999 | 2006 | 2012 |
| Einwohner                  | 1312 | 1413 | 1539 | 1695 | 1856 | 1943 | 2011 | 2091 |
| Quellen: Cassini und INSEE |      |      |      |      |      |      |      |      |

## Sehenswürdigkeiten
- Kirche aus dem 13. Jahrhundert
- Reste der früheren Motte